# Symmons Plains Raceway
Der Symmons Plains Raceway ist eine Motorsport-Rennstrecke in Launceston im Bundesstaat Tasmanien in Australien. Er ist neben dem Baskerville Raceway eine der zwei derzeit aktiven Rennstrecken in Tasmanien.

## Geschichte

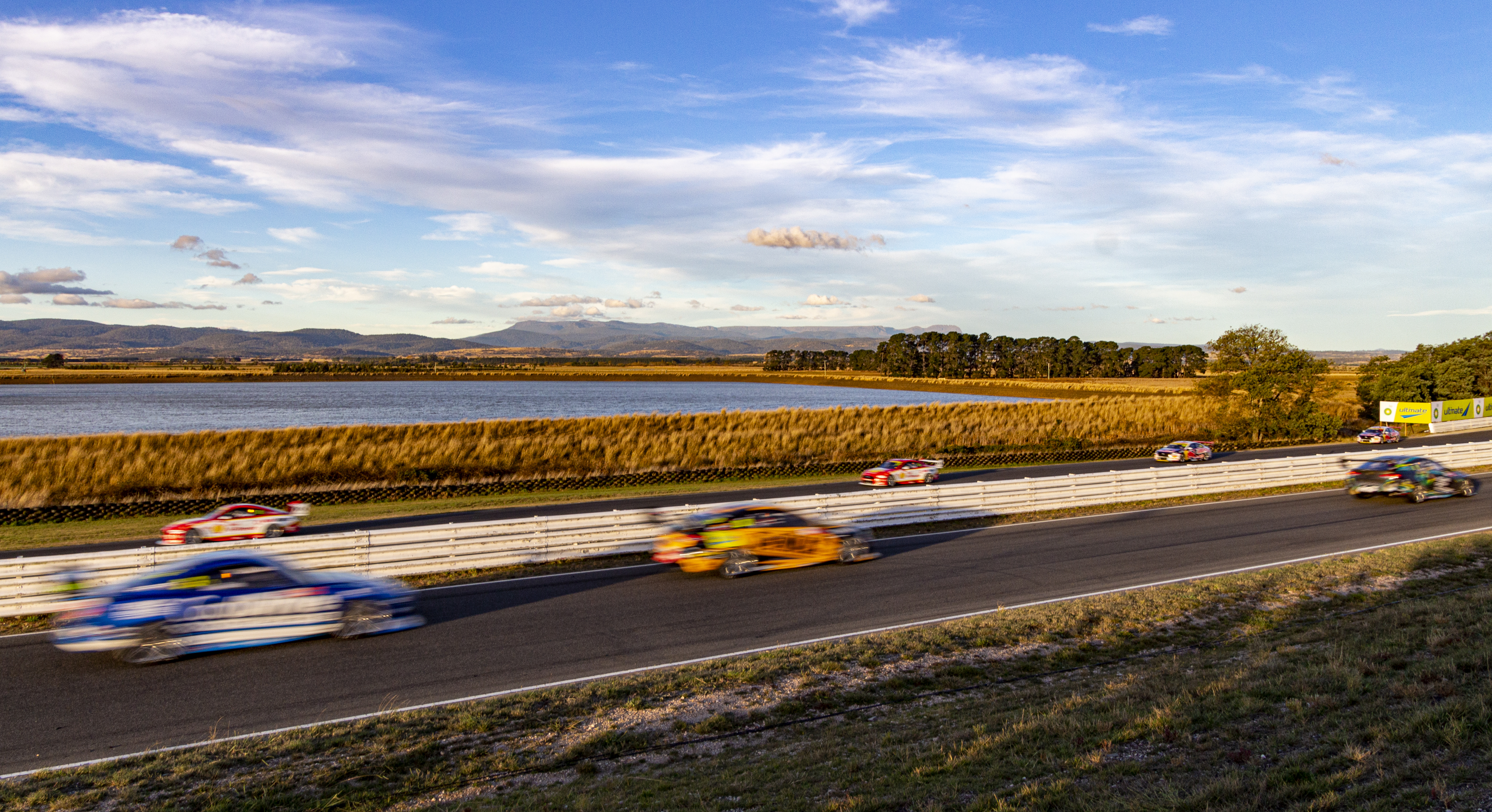
Blick auf den Kurs bei einem Rennen

Der Kurs hat seinen Ursprung in der motorsportbegeisterten Youl-Familie, welche 1959 den Bau einer Rennstrecke auf ihrem Land genehmigte. Bereits im Folgejahr war diese fertiggestellt. Nach der Stilllegung des Longford Circuit stieg Symmons Plains zu einem der wichtigsten Kurse Tasmaniens auf. Das Australian Drivers’ Championship richtete ab 1966 ein Rennen dort aus. Im Laufe der Jahre wurden die Boxen und die Fahrerlager renoviert, wobei 1994 die Start-Ziel-Linie verschoben wurde. 
1999 verlor die Strecke das jährliche Rennen der Supercars Championship, worauf die Regierung Geld investieren musste, um diese zurückzuholen. Mit dieser Investition wurde der Kurs 2004 modernisiert und an die neueren Sicherheitsstandards angepasst. Mit den Verbesserungen kehrten die Supercars im selben Jahr vor einem Publikum von 60.000 Fans auf den Kurs zurück. 2009 wurde der Kurs an das Konsortium Motorsports Tasmania verkauft.
Mit weiteren Sicherheitsverbesserungen und Investitionen seitens der Regierung besteht der Kurs weiterhin als Austragungsort der Supercars sowie weiterer kleinerer Rennserien wie der Shannons’ Nationals Series. Motorsports Tasmania erwarb weitere Teile des Geländes, Erweiterungen fanden bisher jedoch nicht statt.

## Die Strecke
Der Kurs hat eine Länge von 2,411 km und weist 7 Kurven auf. Bekanntheit erlangte er mit der ungewöhnlichen Position der Start-und-Ziellinie, welche sich in einer langgezogenen Kurve befindet. Die Haarnadelkurve, bekannt als Brambles Hairpin, gilt als eine der engsten ihrer Art. Der Kurs ist nach FIA Grad 3 homologiert und wird im Gegenuhrzeigersinn befahren. Es gibt eine alternative Motorradvariante mit einer zusätzlichen Schikane die in Turn 2 beginnt. 
Neben dem Kurs beinhaltet die Anlage ebenfalls Boxenanlagen, inklusive Konferenzräumen.

## Veranstaltungen
Neben der Supercars Championship und der australischen Trans Am-Serie ist der Kurs Heimstrecke der lokalen tasmanischen Rennszene die ca. 10 verschiedene Serien umfasst. In der Vergangenheit startete unter anderem die Australische Superbike Meisterschaft auf dem Kurs.